# Jazówka
Jazówka (biał. Яжаўкі; ros. Яжевки) – wieś na Białorusi, w obwodzie brzeskim, w rejonie łuninieckim, w sielsowiecie Dworzec.
Znajduje się tu przystanek kolejowy Jazówka, położony na linii Homel – Łuniniec – Żabinka.

## Historia
W XIX w. awuls. W dwudziestoleciu międzywojennym leżała w Polsce, w województwie poleskim, w powiecie łuninieckim, do 18 kwietnia 1928 w gminie Kożangródek, następnie w gminie Łuniniec. Po II wojnie światowej w granicach Związku Sowieckiego. Od 1991 w niepodległej Białorusi.